# Miconia hondurensis
Miconia hondurensis är en tvåhjärtbladig växtart som beskrevs av John Donnell Smith. Miconia hondurensis ingår i släktet Miconia och familjen Melastomataceae.
Artens utbredningsområde är Honduras. Inga underarter finns listade i Catalogue of Life.